# Lennart Klevensparr
Lennart Morgan Klevensparr, född 21 juni 1953 i Kinnarumma församling i Älvsborgs län, är en svensk militär.

## Biografi
Klevensparr avlade officersexamen vid Krigsskolan 1975 och utnämndes samma år till löjtnant vid Älvsborgs regemente, där han befordrades till kapten 1978 och tjänstgjorde som plutonchef, skolchef och kompanichef. Han befordrades till major 1983, gick Stabskursen på Armélinjen vid Militärhögskolan 1983–1985, var lärare vid Infanteriets officershögskola, var generalstabsaspirant vid staben i Västra militärområdet 1988–1989 och var stabschef vid Älvsborgs regemente 1990–1992. År 1992 befordrades han till överstelöjtnant, varpå han var sektionschef vid Arméstaben 1992–1993, chef för Grundutbildningsbataljonen i Älvsborgsbrigaden 1994–1995, chef för Älvsborgsbrigaden 1995, först sektionschef och därefter stabschef vid staben i Västra arméfördelningen 1995–1997 och stabschef vid Västkustens marinkommando 1997–1998. Han befordrades till överste 1998, var ställföreträdande chef för Västkustens marinkommando 1998–2000, var stabschef vid staben i Södra militärdistriktet 2000–2003, var chef för Ledsystem M i Flygtaktiska kommandot i Operativa insatsledningen i Högkvarteret 2003–2006, och var chef för Försvarsmaktens utvecklingscentrum i Ledningsregementet 2007. Klevensparr var chef för Luftvärnsregementet 2007–2012 och var ställföreträdande chef för Högkvarteret från 2012.